# Les Enfants de Dune
Pour l’article homonyme, voir Les Enfants de Dune (mini-série).
Les Enfants de Dune (titre original : Children of Dune) est un roman de science-fiction écrit par Frank Herbert, publié en 1976.
C’est le troisième volet (sur six) du Cycle de Dune. Il fait suite au Messie de Dune.

## Résumé
Comme l’annonçaient les prophéties, Dune, la planète des sables est devenue un jardin. On trouve encore dans son désert qui se raréfie d'années en années quelques vers géants, ce qui permet encore de récolter la fameuse épice de prescience, mais pour combien de temps ?
De l’épopée de Paul Atréides, le glorieux Muad’Dib maintenant perdu dans le désert et devenu un mythe de son vivant, ne subsiste qu’un empire conquis, des guerriers Fremen déchus qui se replient dans le mysticisme de leur passé tribal, et des prêtres tentés par la théocratie.
Il reste cependant les enfants jumeaux de Paul, Leto et Ghanima, protégés par le vieux naib Stilgar au sein du Sietch Tabr, et qui portent en eux nombre de générations en tant que pré-nés. Mais, il y a également l’Abomination (possession par un ancêtre) — tellement crainte par le Bene Gesserit — qui semble frapper Alia, la sœur de Paul et régente de l’Empire jusqu'à la majorité de ses neveux. Cela incite les Sœurs du Bene Gesserit à faire sortir dame Jessica (accompagnée de Gurney Halleck) de sa retraite sur la planète Caladan pour aller enquêter sur Dune. Les morts dominent les vivants et les traîtrises assaillent les membres d'une même famille, d'un même peuple. L'ancien ghola Duncan Idaho (auparavant connu comme « Hayt »), l'époux d'Alia, se pose des questions sur la conduite à tenir face à Alia, et devra faire face à un choix déchirant.
De leur côté, les jumeaux devront lutter contre la présence de leurs ancêtres dans leurs esprits et contre une tentative d'assassinat perpétrée par la Maison Corrino (qui voit l'émergence de son nouvel homme fort, Farad'n, mêlé au complot contre son gré). Pour ce faire, les enfants de Paul et Chani devront se séparer, Leto partant mener un rude combat dans le désert profond à la recherche du légendaire sietch Fremen de Jacurutu.
Leto, poursuivant un mystérieux chemin et entrevoyant le Sentier d'Or que son père a refusé d’emprunter, retrouvera son passé et entamera une métamorphose dans le but de préserver la race humaine de l'extinction, obtenant en « récompense » non pas la prescience ni la longévité, mais l’immortalité…
Pendant ce temps, Alia, succombant à l’Abomination, devient le jouet du baron Harkonnen, son grand-père caché dont la présence morte réside dans son esprit, celui-ci œuvrant toujours en secret pour détruire les Atréides. Et quid du Prêcheur, ce mystérieux prophète aveugle revenu du désert, dont certains pensent qu'il est la réincarnation du disparu Muad'Dib ?

## Place dans le cycle de Dune
- Dune
- Le Messie de Dune
- Les Enfants de Dune
- L'Empereur-Dieu de Dune
- Les Hérétiques de Dune
- La Maison des mères

## Adaptations
En 2003, une mini-série télévisée adaptée du roman est produite pour la chaîne Sci-Fi : Les Enfants de Dune.